# Malonát

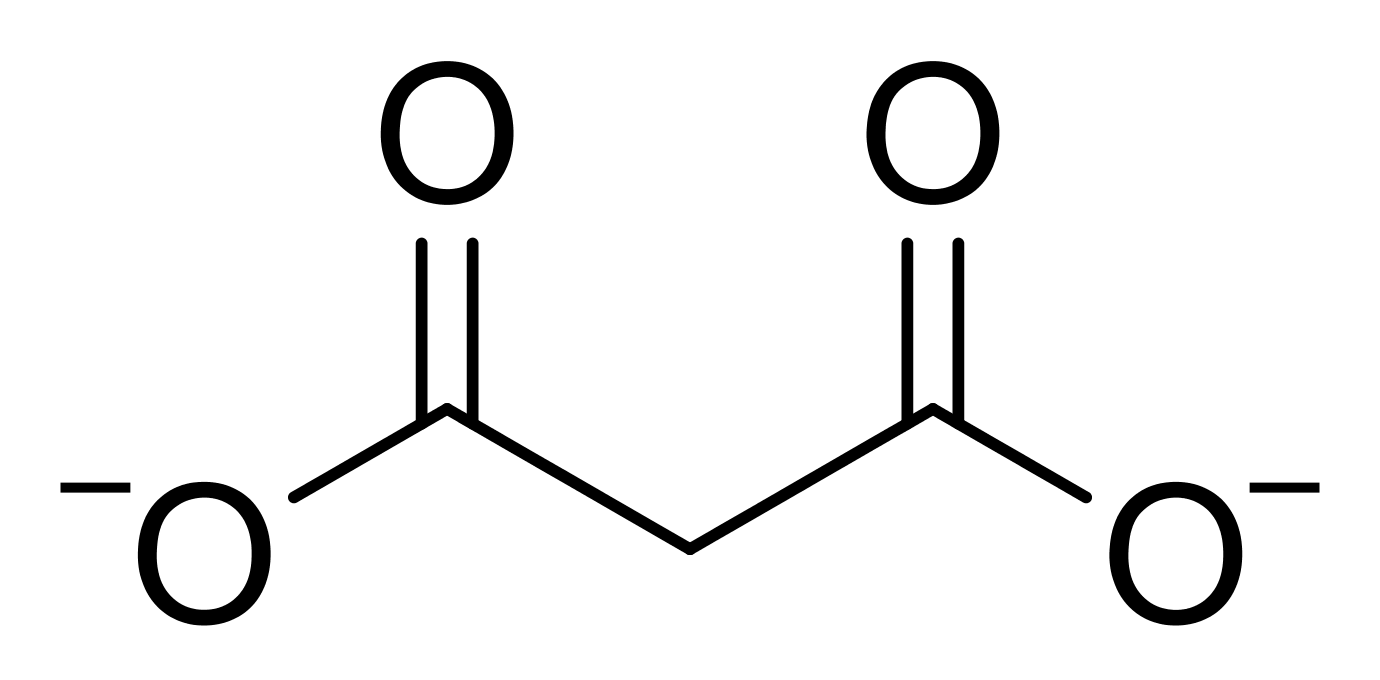
Strukturní vzorec malonátového aniontu

'Malonát nebo propandioát, též malonan,' je označení pro aniont kyseliny malonové (kyselina malonová, od níž jsou odtrženy dva vodíkové kationty, jeho vzorec je CH2(COO) 2-
2 . K malonátům patří soli tohoto aniontu, ale rovněž estery kyseliny malonové, například:
- diethylmalonát (C2H5)2(C3H2O4)
- dimethylmalonát (CH3)2(C3H2O4)
- malonan disodný (Na2(C3H2O4)

Malonát je kompetitivní inhibitor enzymu sukcinátdehydrogenázy: váže se na aktivní místo enzymu bez jakékoliv reakce a tak „soutěží“ se sukcinátem, obvyklým substrátem enzymu. Skutečnost, že malonát je kompetitivní inhibitor sukcinátdehydrogenázy, byla využita k odvození struktury aktivního místa tohoto enzymu. Malonát také omezuje buněčné dýchání. Připomíná sukcinátový substrát, na rozdíl od něj má však jen jednu methylenovou (-CH2-) skupinu, takže nemůže být dehydrogenován.